# セオドア・F・アダムス
セオドア・F・アダムス (Theodore F. Adams) として知られた、セオドア・フロイド・アダムス（Theodore Floyd Adams、1898年 - 1980年）は、アメリカ合衆国のバプテスト教会の牧師、南部バプテスト連盟の指導者。テッド・アダムス (Ted Adams) とも呼ばれた。
1936年から1968年にかけて、長くバージニア州リッチモンドのファースト・バプテスト教会の牧師を務め、その間、1955年から1960年にかけて世界バプテスト連盟 (BWA)の会長職を担った。BWA会長となった際には、12月5日付の『タイム』誌の表示を飾った。
オハイオ州グランビルのデニソン大学で学士号 (A.B) を得た後、ニューヨーク州ロチェスターのロチェスター神学校（Rochester Theological Seminary：Colgate Rochester Crozer Divinity Schoolの前身）に学んで神学の学士号 (B.D.) を取得した。
1968年にファースト・バプテスト教会を離れた後は、ノースカロライナ州ウェイクフォレストのサウスイースタン・バプテスト神学校 (SEBTS)に移り、1978年まで教鞭を執った。後年には、多数の名誉学位を授与された。
没後の1982年には、SEBTSの建物のひとつが、アダムスを顕彰してアダムス・ホール (Adams Hall) と改名された。

## おもな著書
- Making your marriage succeed; the christian basis for love and marriage, Harper, 1953.
- Making the most of what life brings, Harper, 1957.
- Tell me how, Harper&Row, 1964.
- Baptists around the world, Broadman Press, 1967.
- Autobiography of Elder T.F. Adams, Zion Landmark, 1972.
- The windowsill of heaven: Collected sermons, Fairway Press, 1992.

## 関連文献
- John W. Carlton: The world in his heart : the life and legacy of Theodore F. Adams, Nashville, Tenn. : Broadman Press, 1985.